# Teatro Diego Echavarría Misas
El Teatro Diego Echavarría Misas, conocido como la “Antigua sede de la Biblioteca de Itagüí”, es un teatro auditorio público de la ciudad de Itagüí en Colombia, perteneciente a la Fundación Diego Echavarría Misas.

## Historia
Todo comienza en 1945 donde Diego Echavarría Misas dona 5.000 libros para el inicio y construcción de una biblioteca central en la ciudad. Esta biblioteca tendría su nombre y al pasar unos años sería reconstruida en otro sitio, en el año 1987, quedando la antigua biblioteca como un teatro auditorio como un espacio de tradición y como homenaje hacia su fundador.